# Kani (Rosja)
Kani (ros. Кани) – wieś w Rosji, w Dagestanie, w rejonie kulińskim. W 2010 liczyła 292 mieszkańców, głównie Laków.